# William Johnstone Hope
 (mars 2016).
Si vous disposez d'ouvrages ou d'articles de référence ou si vous connaissez des sites web de qualité traitant du thème abordé ici, merci de compléter l'article en donnant les références utiles à sa vérifiabilité et en les liant à la section « Notes et références ».
En pratique : Quelles sources sont attendues ? Comment ajouter mes sources ?
Pour les articles homonymes, voir Hope.
William Johnstone Hope, né le 16 août 1766 à Finchley et mort le 2 mai 1831 à Bath, est un vice-amiral de la Royal Navy et homme politique.

## Biographie
Il participe à la guerre d'indépendance des États-Unis, aux guerres de la Révolution française et aux guerres napoléoniennes. Comme officier, il est sous le commandement d'Horatio Nelson, Adam Duncan ou encore George Keith Elphinstone.